# Corporate Express
Corporate Express este o companie din Țările de Jos care aprovizionează alte corporații și instituții cu produse pentru birou. În anul 2006, cifra de afaceri a companiei a fost de 6,306 miliarde €, iar profitul de 123 milioane €.
Compania are 18.000 angajați, 350 locații în 21 de țări și vânzări anuale de aproximativ 5,6 miliarde Euro.